# Krvotvorna matična celica
Krvotvorna matična celica (KMC), hematopoetska matična celica ali hemocitoblast je multipotentna matična celica, iz katere nastajajo vse krvne celice, tako mieloične (monociti, makrofagi, granulociti, rdeče krvničke, megakariociti/krvne ploščice) kot limfocitne (limfociti T in B, naravne celice ubijalke). Glede na to delimo KMC na multipotentne matične celice mieloične vrste (MMC-M) ter multipotentne matične celice limfatične vrste (MMC-L). Po nekaterih teorijah naj bi bile krvotvorne matične celice celo pluripotentne, tj. sposobne naj bi bile diferenciacije v večino zvrsti celic telesa, ne samo krvnih celic.